# Erik Fors
Erik Jonsson Fors, född 4 december 1805 i Bergsjö socken, död där 22 februari 1884, var en svensk fiolspelman. Han var soldat i Gammsätter (Gränsfors) i Bergsjö socken. Han skall enligt sonsonen Jon-Erik Hall ha varit en av Bergsjös skickligaste spelmän, och hade ungefär samma låtar som Hultkläppen på sin repertoar. Många av dem är förmedlade av Hall i samlingsverket Svenska låtar, Hälsingland.